# Plectroninia deanii
Plectroninia deanii är en svampdjursart som beskrevs av James Barrie Kirkpatrick 1911. Plectroninia deanii ingår i släktet Plectroninia och familjen Minchinellidae.
Artens utbredningsområde är havet kring Julön. Inga underarter finns listade i Catalogue of Life.